# Сарачо, Хуан Мисаэль
Хуан Мисаэль Сарачо (исп. Juan Misael Saracho; 27 января 1857, Тариха, Боливия — 1 октября 1915, Тупица, Боливия) — боливийский журналист и государственный деятель, первый вице-президент Боливии (1913—1915).

## Биография
Изучал гуманитарные науке в Национальном колледже «Сан-Луис», затем окончил Университет Святого Франциска Ксаверия в Сукре. В 1876 г. он получил степень адвоката.
Однако со временем его стремление к преподавательской деятельности становилось все сильнее. В 1879 г. основал среднюю школу в Порвенире. Во время Второй тихоокеанской войны становится вторым начальником батальона Камарго, сформированного из студентов и преподавателей. Выступил основателем газеты «El Tiempo». Затем был назначен ректором Национального колледжа Пичинча и ректором созданного автономного университета Томаса Фриаса в Потоси.
Являлся членом конвенции 1899 г., в 1904 г. был избранный сенатором от Тарихи, но вскоре оставил верхнюю палату, чтобы войти в состав правительства страны.
В 1904 г. был назначен на пост министра общественного образования и юстиции в администрации Исмаэля Монтеса. В 1903—1904, 1906—1908, 1911, 1912—1913 и 1914—1915 гг. — министр иностранных дел и культа Боливии. Выступил инициатором обучения будущих боливийских педагогов за рубежом. Автор Плана развития общего образования (1908).
В 1909—1913 гг. — второй, а с 1913 г. и до конца жизни — первый вице-президент Боливии. Одновременно являлся президентом Сената.
Считался общепризнанным кандидатом на президентских выборах 1917 г., однако этому помешала его неожиданная смерть за два года до этого.
В его честь был назван ряд учебных заведений страны, в их числе университет.